# ايمي كوري
ايمي كوري (بالإنجليزية: Amy Cure) مواليد 31 ديسمبر 1992، هي دراجة أسترالية في صنف سباق الدراجات على المضمار. شاركت في دورة الألعاب الأولمبية الصيفية.

## الميداليات
| الميدالية | المسابقة                  |
| --------- | ------------------------- |
| فضية      | دورة ألعاب الكومنولث 2014 |
| برونزية   | دورة ألعاب الكومنولث 2014 |

## روابط خارجية
- ايمي كوري على موقع الاتحاد الدولي للدراجات (الإنجليزية)
- ايمي كوري على موقع أرشيف الدراجات (الإنجليزية)
- ايمي كوري على موقع إحصائيات الدراجات الإحترافية (الإنجليزية)
- ايمي كوري على موقع نسبة الدراجات (الإنجليزية)
- ايمي كوري على موقع CycleBase (الإنجليزية)
- ايمي كوري على موقع اللجنة الأولمبية الدولية (الإنجليزية)
- ايمي كوري على موقع أوليمبيديا (الإنجليزية)
- ايمي كوري على موقع اللجنة الأولمبية الأسترالية (الإنجليزية)
- ايمي كوري على موقع اتحاد ألعاب الكومنولث (مؤرشف) (الإنجليزية)